# Jan Węgorzewski
Jan Węgorzewski OCist (ur. ?, zm. 1587 lub 1588) – polski duchowny rzymskokatolicki, cysters, biskup pomocniczy poznański.

## Życiorys
26 czerwca 1573 papież Grzegorz XIII prekonizował go biskupem pomocniczym poznańskim oraz biskupem in partibus infidelium enneńskim. Brak informacji kiedy i od kogo przyjął sakrę biskupią. Urząd pełnił do śmierci.